# Sam Wyche
(en) Statistiques sur pro-football-reference
Samuel David Wychen dit Sam Wyche (né le 5 janvier 1945 à Atlanta et mort le 2 janvier 2020 à Pickens) est un joueur et entraîneur américain de football américain.
Il a été quarterback et entraîneur principal des Bengals de Cincinnati ainsi qu'entraîneur des quarterbacks des 49ers de San Francisco. Il a notamment dirigé les Bengals lors du Super Bowl XXIII perdu 20-16 à la suite d'un touchdown inscrit par les 49ers dans la dernière minute du match. Il était réputé pour utiliser la tactique du No huddle (en) en attaque.
Wyche a entraîné Cincinnati entre 1984 et 1991, remportant 64 victoires avec les Bengals ce qui a été le record de la franchise avant qu'il ne soit battu par Marvin Lewis en 2011.
Wyche a également joué pour les Redskins de Washington, les Lions de Détroit, les Cardinals de Saint-Louis et les Bills de Buffalo.
Il a également été entraîneur des Gamecocks de la Caroline du Sud et des Hoosiers de l'Indiana en NCAA ainsi que des 49ers de San Francisco, des Buccaneers de Tampa Bay et des Bills de Buffalo en NFL.

## Biographie

### Carrière universitaire
Entre 1963 et 1965, Wyche joue au football américain au niveau universitaire à l'université Furman au poste de  quarterback. Il était aussi un membre initié de la fraternité Kappa Alpha. Il obtient le baccalauréat es arts de l'université Furman et une maîtrise en administration des affaires de l'Université de Caroline du Sud.

### Carrière professionnelle

#### Ironmen de Wheeling
De 1966 jusque 1967, Wyche joue pour les Iromen de Wheeling (en) dans la Continental Football League (en) semi professionnelle.

#### Bengals de Cincinnati
Wyche signe avec les Bengals de Cincinnati de l'American Football League pour la saison 1968. Il est désigné titulaire lors de trois matchs et ensuite comme remplaçant de John Stofa (en) et Dewey Warren (en). Lors de sa première saison (rookie), il réussit 35 des 55 passes tentées (63,6 %) pour un gain de 494 yards et deux touchdowns. Il gagne également 74 yards supplémentaires à la suite de 12 courses (moyenne de 6,2 yards par course) et réceptionne une passe pour un gain de cinq yards.
Au cours de sa deuxième saison chez les Bengals (1969), Wyche dispute sept matchs dont trois comme titulaire, le quarterback débutant Greg Cook assumant le rôle de titulaire. Wyche y réussit 54 des 108 passes tentées (50 %) pour un gain de 838 yards et sept touchdowns. Il gagne également 109 yards à la suite de 12 courses (moyenne de 8,9 yards par course) et inscrit un touchdown supplémentaire à la course.
En 1970, Wyche est toujours membre des Bengals qui intègrent la National Football League à la suite de la fusion des deux ligues (AFL-NFL). Il a disputé 14 matchs (trois comme titulaire) réussissant 26 des 57 passes tentées (45,6 %) pour un gain cumulé de 411 yards et trois touchdowns, gagnant 118 yards supplémentaires et deux touchdowns à la suite de 19 courses (moyenne de 6,2 yards par course).

#### Redskins de Washington
Lors des saisons 1971 et 1972, Wyche joue pour les Redskins de Washington finaliste du Super Bowl VII joué le 14 janvier 1973. Bien qu'il ait été aligné dans huit matchs de ces deux saisons, il ne comptabilisera aucune passe puisqu'il jouera principalement au poste de holder lors des Field goals.

#### Lions de Détroit
Wyche joue pour les Lions de Détroit en 1974. Il n'y comptabilise qu'une seule tentative de passe. Il a également été sélectionné, comme plusieurs joueurs célèbres de la NFL l'étaient à l'époque, pour la première (et malheureuse) draft de la World Football League en 1974.

#### Cardinals de Saint-Louis
En 1976, Wyche signe chez les Cardinals de Saint-Louis. Il réussit sa seule passe de la saison pour un gain de cinq yards. Il est libéré le 24 septembre 1976.

#### Bills de Buffalo
Wyche est signé par les Bills de Buffalo sle 27 octobre 1976 mais n'y dispute aucun match officiel.

### Carrière d'entraîneur

#### Gamecocks de la Caroline du Sud
En 1967, alors qu'il étudie pour obtenir son diplôme à l'université de Caroline du Sud, Wyche officie comme assistant entraîneur des Gamecocks en NCAA.

#### 49ers de San Francisco
Wyche y officie comme enttrîneur adjoint et s'occupe du jeu à la passe pour les 49ers de San Francisco entre 1979 et 1982, remportant le Super Bowl XVI au terme de la saison 1981.

#### Hoosiers de l'Indiana
Wyche occupe le poste d'entraîneur principal des Hoosiers de l'Indiana en 1983 . Il termine la saison avec un bilan de 3-8. Cam Cameron (en), futur entraîneur en NFL, occupait le poste de quarterback.

#### Bengals de Cincinnati
Wyche est engagé fin décembre 1983 en tant qu'entraîneur principal des Bengals de Cincinnati. Lors de ses trois premières saisons, Cincinnati termine chaque fois second, puis affiche un bilan négatif de 4–11 en 1987. La saison suivante, il permet aux Bengals d'accéder à leur deuxième Super Bowl, qu'ils perdent 16 à 20 contre les 49ers à la suite d'une passe de touchdown du quarterback Joe Montana à 34 secondes de la fin du match.
Wyche était connu sous le nom de « Always Innovative Sam Wyche » (toujours innovant Sam Wyche) inventé par Norman Chad, ainsi que par le surnom de « Wicky Wacky Wyche » pour ses appels de jeu non conventionnels. Wyche a introduit le concept de réunir douze joueurs ou plus sur le terrain (lors du huddle), puis d'en avoir quelques-uns quittant le terrain. Il l'appelait le « sugar huddle » (huddle sucré) lequel était destiné à confondre la défense quant aux joueurs repris pour le jeu d'attaque suivant. Si les défenses essayaient de s'adapter en effectuant des remplacements, les Bengals jouaient rapidement le snap ce qui provoquait généralement une pénalité, trop de joueurs défensifs se trouvant sur le terrain. La NFL a réagi en modifiant les règles afin que les défenses puissent correspondre aux remplacements offensifs avant que le snap ne soit autorisé. Ses Bengals seront également les premiers à utiliser l'attaque rapide sans huddle (en) comme action de base en attaque.

Le 10 décembre 1989, lors du latch contre les Seahawks, les fans des Bengals fans ont commencé à jeter des boules de neige sur le terrain pour protester contre ce qu'ils considéraient être une mauvaise décision des arbitres. Les Seahawks, qui étaient sur leur ligne des quatre yards étant une cible facile, refusèrent de continuer à jouer tant que les boules de neige seraient lancées sur le terrain et le jeu fut arrêté par les officiels. Afin d'arrêter l'action des fans, Wyche a reçu un haut parleur pour tenter de calmer la foule. Wyche a réprimandé les fans qui lançaient les boules de neige en faisant allusion à la réputation de leur rivaux de l'État, les Browns de Cleveland : 
« Will the next person that sees anybody throw anything onto this field, point 'em out, and get 'em out of here. You don't live in Cleveland, you live in Cincinnati ! »
« Est-ce que la prochaine personne qui verra quelqu'un jeter quelque chose sur ce terrain, le désignera et le fera sortir d'ici. Tu ne vis pas à Cleveland, tu vis à Cincinnati ! »
Après la défaite des Bengals, Wyche a refusé d'autoriser les médias à entrer dans les vestiaires, violant ainsi la politique de la NFL pour laquelle il a été condamné à une amende de 3 000 $, une somme plus importante que l'amende reçue en 1986 lorsqu'il avait poussé un microphone hors de la main d'un journaliste. Un an après le match contre les Seahawks, il refuse l'entrée du vestiaire à une journaliste de USA Today prétextant qu'il ne voulait pas que ses joueurs soient nus devant elle. La NFL lui a infligé une amende de 27 000 $, la plus grosse jamais infligée à un entraîneur. Il s'est plaint par la suite que le commissaire Paul Tagliabue était plus intéressé à lui infliger une amende qu'à trouver une solution qui fonctionnait.
Durant son séjour à Cincinnati, Wyche a eu également une relation acrimonieuse avec Jerry Glanville (en), l'entraîneur principal du rival de la division Oilers de Houston, qu'il qualifiait de « phony » (faux). Lors d'un match contre Houston, après que les Bengals aient marqué pour porter leur à 45-0, Wyche a ordonné à son équipe de faire un onside kick, pour potentiellement conserver la possession du ballon, un mouvement que les équipes ne font généralement que lorsque le score est serré en fin de match. Après avoir vaincu les Oilers 61 à 7 en 1989, Wyche fit un signe de dérision à Glanville alors que les équipes quittaient le terrain.
Le 24 décembre 1991, juste trois ans après leur participation au Super Bowl, Wyche est viré par le propriétaire lde la franchise, Mike Brown (en) lequel avait succédé à son père Paul Brown décédé quatre mois plus tôt et fondateur des Bengals. Une controverse éclate lorsque les Bengals ont affirmé que Wyche avait démissionné pour que la franchise ne doive pas payer d'indemnité, ce que Wyche a nié en confirmant qu'il avait bien été renvoyé.
Son bilan de 61 victoires pour 66 défaites a été le meilleur des entraîneurs des Bengals jusqu'en 2011.

#### Buccaneers de Tampa Bay
Wyche estengagé comme entraîneur principal des Buccaneers de Tampa Bay en 1992. Lors des quatre saisons sous son autorité, il sélectionne lors des drafts, Derrick Brooks, Warren Sapp et John Lynch, des joueurs déterminant pour les années à succès des Buccaneers sous la direction de ses successeurs, Tony Dungy et Jon Gruden. Wyche est viré en fin de saison 1995 après un bilan de 23–41 lors de quatre saisons négatives.
Vers la fin de son mandat avec les Buccaneers, Wyche participe à un film promotionnel d'avant-match pour NFL Films (en). À l'époque, une rumeur envoyait Jimmy Johnson, entraîneur récemment licencié des Cowboys de Dallas, à Tampa Bay en remplacement de Wyche. Dans ce film de promotion, Wyche est sur le point de s'adresser à son équipe lorsque l'assistant du personnel John Idzik baisse la tête faisant signe à Wyche de sortir du vestiaire tout en lui demandant d'apporter le playbook (livre de jeu). Wyche disparait et, à la surprise générale, c'est Johnson qui apparaît vêtu d'une veste des Buccaneers pour s'adresser à « sa » nouvelle équipe.

#### Bills de Buffalo
En 2004 et 2005, Wyche officie comme entraîneur des quarterbacks pour les Bills de Buffalo.

### Lycée Pickens
En 2002, 2003 et de 2006 jusqu'en 2008, alors qu'il est enseignant suppléant enregistré dans les écoles du comté de Pickens, Wyche occupe bénévolement le poste de coordinateur offensif ainsi que celui d'entraîneur des quarterbacks pour le Blue Flame du Lycée Pickens (en) en Caroline du Sud. Il leur permet d'accéder au deuxième tour de la phase finale en 2006.

## Statistiques
| Saison | Équipe                | Conférence | Bilan  | Bilan         | Bilan        | Bowl/Playoff |
| ------ | --------------------- | ---------- | ------ | ------------- | ------------ | ------------ |
| Saison | Équipe                | Conférence | Global | En conférence | Classement   | Bowl/Playoff |
| 1983   | Hoosiers de l'Indiana | Big Ten    | 3-8    | 2-7           | 8e à égalité | -            |

| Équipe                  | Saison             | Saison régulière | Saison régulière | Saison régulière | Saison régulière | Saison régulière   | Phase finale | Phase finale | Phase finale | Phase finale                                                    |
| ----------------------- | ------------------ | ---------------- | ---------------- | ---------------- | ---------------- | ------------------ | ------------ | ------------ | ------------ | --------------------------------------------------------------- |
| Équipe                  | Saison             | G                | P                | N                | %                | Classement         | G            | P            | %            | Bilan                                                           |
| Bengals de Cincinnati   | 1984               | 08               | 08               | 0                | 50,0             | 2e en AFC Central  | -            | -            | -            | -                                                               |
| Bengals de Cincinnati   | 1985               | 07               | 09               | 0                | 43,8             | 2e en AFC Central  | -            | -            | -            | -                                                               |
| Bengals de Cincinnati   | 1986               | 10               | 06               | 0                | 62,5             | 2e en AFC Central  | -            | -            | -            | -                                                               |
| Bengals de Cincinnati   | 1987               | 04               | 11               | 0                | 26,7             | 4e en AFC Central  | -            | -            | -            | -                                                               |
| Bengals de Cincinnati   | 1988               | 12               | 04               | 0                | 75,0             | 1er en AFC Central | 2            | 1            | 66,7         | Défaite au Super Bowl XXIII (contre les 49ers de San Francisco) |
| Bengals de Cincinnati   | 1989               | 08               | 08               | 0                | 50,0             | 4e en AFC Central  | -            | -            | -            | -                                                               |
| Bengals de Cincinnati   | 1990               | 09               | 07               | 0                | 68,8             | 1er en AFC Central | 1            | 1            | 50,0         | Défaite en tour de division (@ Raiders de Los Angeles)          |
| Bengals de Cincinnati   | 1991               | 03               | 13               | 0                | 18,8             | 4e en AFC Central  | -            | -            | -            | -                                                               |
| Total à Cincinnati      | Total à Cincinnati | 61               | 66               | 0                | 48,8             | -                  | 3            | 2            | 60,0         | -                                                               |
| Buccaneers de Tampa Bay | 1992               | 05               | 11               | 0                | 31,3             | 3e en NFC Central  | -            | -            | -            | -                                                               |
| Buccaneers de Tampa Bay | 1993               | 05               | 11               | 0                | 31,3             | 5e en NFC Central  | -            | -            | -            | -                                                               |
| Buccaneers de Tampa Bay | 1994               | 06               | 10               | 0                | 37,5             | 5e en NFC Central  | -            | -            | -            | -                                                               |
| Buccaneers de Tampa Bay | 1995               | 07               | 09               | 0                | 43,8             | 5e en NFC Central  | -            | -            | -            | -                                                               |
| Total à Tampa Bay       | Total à Tampa Bay  | 23               | 41               | 0                | 35,9             | -                  | -            | -            | -            | -                                                               |
| Total en NFL            | Total en NFL       | 84               | 107              | 0                | 44,0             | -                  | 3            | 2            | 60,0         | -                                                               |